# Малік Бізлі
Малік Бізлі (англ. Malik Beasley, нар. 26 листопада 1996, Атланта) — американський професіональний баскетболіст, атакувальний захисник команди НБА «Юта Джаз».

## Ігрова кар'єра
Починав грати у баскетбол у команді старшої школи St. Francis (Альфаретта). На університетському рівні грав за команду Florida State (2015–2016). 
2016 року був обраний у першому раунді драфту НБА під загальним 19-м номером командою «Денвер Наггетс».
Професійну кар'єру розпочав 2016 року виступами за тих же «Денвер Наггетс», захищав кольори команди з Денвера протягом наступних 4 сезонів.
З 2016 по 2017 рік грав у складі  команди Ліги розвитку НБА «Сіу Фоллс Скайфорс».
2020 року перейшов до «Міннесота Тімбервулвз», у складі якої провів наступні 2 сезони своєї кар'єри.
2022 року став гравцем «Юта Джаз», команди, кольори якої захищає й досі.

## Статистика виступів

### Регулярний сезон
| Сезон             | Команда                 | GP  | GS | MPG  | FG%  | 3P%  | FT%  | RPG | APG | SPG | BPG | PPG  |
| ----------------- | ----------------------- | --- | -- | ---- | ---- | ---- | ---- | --- | --- | --- | --- | ---- |
| 2016–17           | «Денвер Наггетс»        | 22  | 1  | 7.5  | .452 | .321 | .800 | .8  | .5  | .3  | .0  | 3.8  |
| 2017–18           | «Денвер Наггетс»        | 62  | 0  | 9.4  | .410 | .341 | .667 | 1.1 | .5  | .2  | .1  | 3.2  |
| 2018–19           | «Денвер Наггетс»        | 81  | 18 | 23.2 | .474 | .402 | .848 | 2.5 | 1.2 | .7  | .1  | 11.3 |
| 2019–20           | «Денвер Наггетс»        | 41  | 0  | 18.2 | .389 | .360 | .868 | 1.9 | 1.2 | .8  | .1  | 7.9  |
| 2019–20           | «Міннесота Тімбервулвз» | 14  | 14 | 33.1 | .472 | .426 | .750 | 5.1 | 1.9 | .6  | .1  | 20.7 |
| 2020–21           | «Міннесота Тімбервулвз» | 37  | 36 | 32.8 | .440 | .399 | .850 | 4.4 | 2.4 | .8  | .2  | 19.6 |
| 2021–22           | «Міннесота Тімбервулвз» | 79  | 18 | 25.0 | .391 | .377 | .817 | 2.9 | 1.5 | .5  | .2  | 12.1 |
| Усього за кар'єру | Усього за кар'єру       | 336 | 87 | 20.9 | .430 | .386 | .816 | 2.5 | 1.2 | .6  | .1  | 10.4 |

### Плей-оф
| Сезон             | Команда                 | GP | GS | MPG  | FG%  | 3P%  | FT%  | RPG | APG | SPG | BPG | PPG |
| ----------------- | ----------------------- | -- | -- | ---- | ---- | ---- | ---- | --- | --- | --- | --- | --- |
| 2018–2019         | «Денвер Наггетс»        | 14 | 0  | 20.1 | .387 | .404 | .710 | 3.4 | 1.0 | .2  | .1  | 8.1 |
| 2021–2022         | «Міннесота Тімбервулвз» | 6  | 0  | 19.8 | .432 | .320 | .833 | 3.3 | .7  | .3  | .2  | 8.5 |
| Усього за кар'єру | Усього за кар'єру       | 20 | 0  | 20.0 | .401 | .375 | .730 | 3.4 | .9  | .3  | .1  | 8.2 |

## Особисте життя
Бізлі - син Майкла Бізлі. Його батько професійно грав у баскетбол у Чилі, Домініканській Республіці та Пуерто-Рико. Його дідусь Джон Бізлі — кіно- та телевізійний актор, який зіграв роль футбольного тренера «Нотр-Дам» Воррена, який вітає нових гравців на осінніх тренуваннях у класичному фільмі «Руді». 26 березня 2019 року у Маліка та його дружини Монтани Яо народилася перша дитина.

## Кримінальна справа
27 вересня 2020 року Бізлі заарештували за зберігання марихуани, приховування вкраденого майна та за інцидент, під час якого він розмахував вогнепальною зброєю. Спочатку його звільнили з-під варти правоохоронних органів, але пізніше в окрузі Ганнепін висунули звинувачення у зв'язку з інцидентом. Бізлі визнав себе винним у погрозі насильством у грудні 2020 року та був засуджений до 120 днів ув’язнення з ув’язненням після завершення сезону НБА 2020–21. Бізлі відбув 78 днів із 120-денного ув'язнення та був звільнений у серпні 2021 року.